# Devi-Ananda Dahm
Devi-Ananda Dahm (* 17. Mai 1993 in Berlin) ist eine deutsche Sängerin und Musical-Darstellerin.

## Leben
Von 2012 bis 2016 studierte Dahm an der Universität der Künste in Berlin im Fachbereich Musical.
Bereits mit 9 Jahren übernahm sie im Musical Les Misérables im Theater des Westens die Rolle der Cosette. 2014 trat Dahm im Rahmen ihres Studiums in der Show Collage 2014 auf und war als Stella in Frau Luna zu sehen. Außerdem trat sie 2015 als Natalie in Next to normal und in der deutschen Uraufführung von Grimm in der Neuköllner Oper als Dorothea / Rotkäppchen auf. 2018 übernahm sie die Hauptrolle in der VIVID Grand Show im Friedrichstadt-Palast Berlin. Seit 2019 ist sie regelmäßig in der Staatsoperette Dresden zu sehen, wo sie unter anderem die Rollen der Eliza Dolittle in My Fair Lady, Lorelei Lee in Blondinen bevorzugt und Trude in Zwei Krawatten übernahm. In der Komischen Oper Berlin spielte sie 2022 die Hauptrolle in der Kinderoper Pippi Langstrumpf.
Zuletzt sang und sprach sie in der Hörbuchversion des Buches Der kleine Ritter Kackebart von David Safier.

## Auszeichnungen
2013 erhielt die Sängerin beim Juniorwettbewerb des Bundeswettbewerb für Gesang den Förderpreis und gewann 2015 im selbigen den 1. Platz im Bereich Musical / Chanson. 2016 war sie Gewinnerin des International Post Modern Jukebox Search Contest.

## Rollen und Engagements (Auswahl)
- Cosette in Les Misérables, Theater des Westens Berlin (2003)
- Marie in Timm Thaler, Staatstheater Darmstadt (2013)
- Rotkäppchen in Grimm, Neuköllner Oper Berlin (2015); Admiralspalast Berlin (2017)
- Natalie in Next to Normal, Renaissance Theater Berlin (2015); Deutsches Theater München (2016)
- Fara / Cover Mary in Der Medicus, Schlosstheater Fulda (2016)
- Penny Pingleton in Hairspray, Landgraf Tournee (2017/2018)
- R'eye in VIVID Grand Show, Friedrichstadt-Palast Berlin (2018/2019)
- Polly in Die Dreigroschenoper, Staatsoperette Dresden (2019/2020)
- Eliza in My Fair Lady, Staatsoperette Dresden (2019/2020)
- Dea in Der Mann mit dem Lachen, Staatsoperette Dresden (2020)
- Lorelei Lee in Blondinen bevorzugt, Staatsoperette Dresden (2021)
- Pippi Langstrumpf in Pippi Langstrumpf, Komische Oper Berlin (2022)